# 巴拿馬原旗䲁
巴拿馬原旗䲁（學名：Protemblemaria perla），為條鰭魚綱䲁形目煙管䲁科原旗䲁屬的一個種，分布於東太平洋中部巴拿馬珍珠群島海域，深度1至15公尺，本魚體延長，每隻眼上有2根濃密、分枝的觸鬚，後鼻孔有長觸鬚，頸背上有U形冠，其上具有不規則的肉質皮瓣，體色棕色和黃色，眼睛虹膜呈淺色，瞳孔處有黃色或鐵鏽色的線條，眼窩下方和下顎周圍有淡藍色的圓點，背鰭硬棘20枚、背鰭軟條18枚、臀鰭硬棘2枚、臀鰭軟條25-26枚，體色多變，從近白色半透明到灰色到淺棕色或黃橙色，頰部有一黑色斑點，上鰓蓋上有另外2個黑斑，背鰭側面有一系列深色中心的棕色條紋，背鰭基部有一系列深色鞍狀條紋，背鰭第2和第3根硬棘之間有黑色斑點，其餘鰭刺部有銹色斑點，體長可達4.1公分，棲息在岩礁區，雌魚產附著性卵，雄魚會守護卵，生活習性不明。